# Reepenia fuliginosa
Reepenia fuliginosa är en biart som först beskrevs av Heinrich Friese 1909.  Reepenia fuliginosa ingår i släktet Reepenia och familjen vägbin. Inga underarter finns listade i Catalogue of Life.